# Temelucha parvula
Temelucha parvula är en stekelart som beskrevs av Dasch 1979. Temelucha parvula ingår i släktet Temelucha och familjen brokparasitsteklar. Inga underarter finns listade i Catalogue of Life.